# George H. Kirby

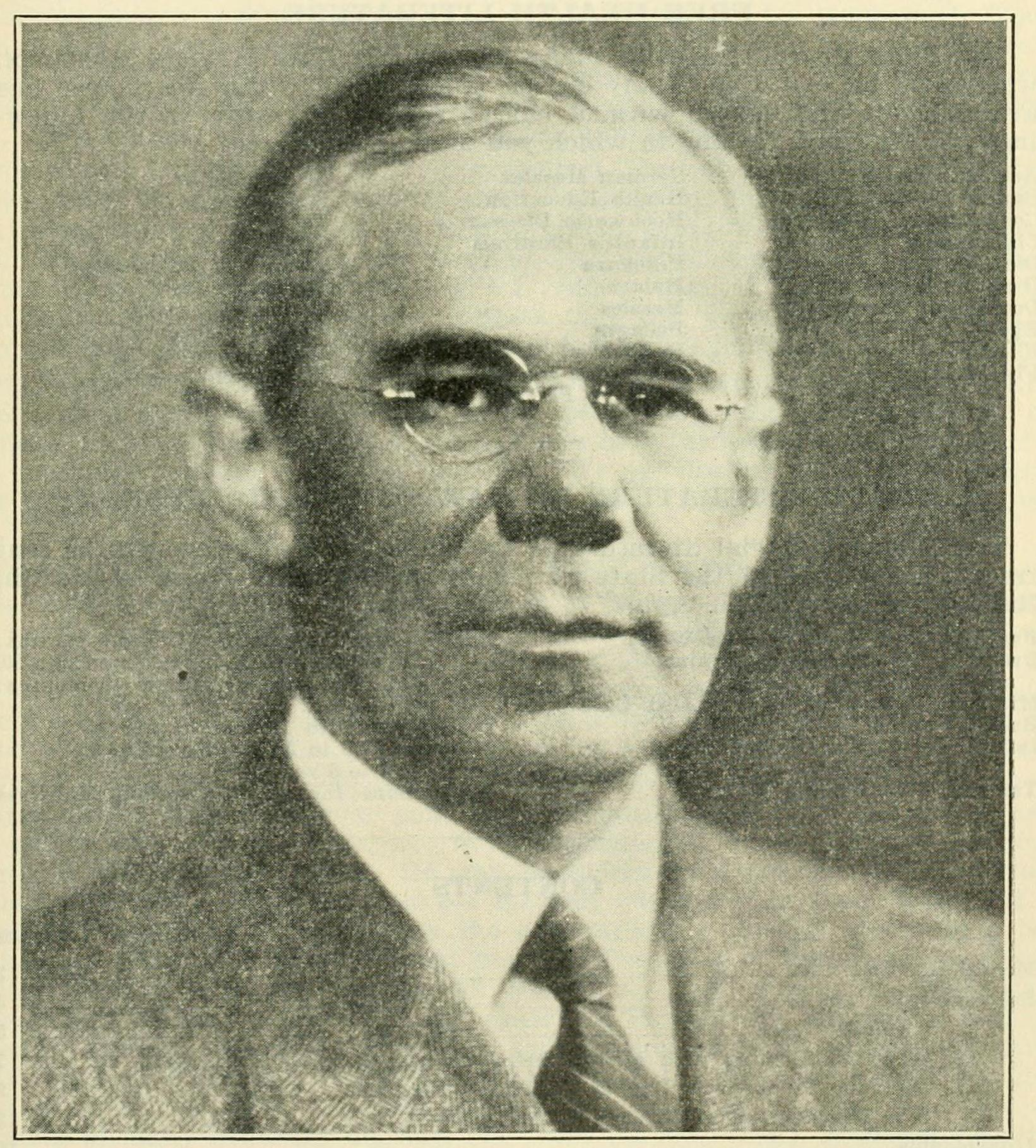
George Hughes Kirby

George Hughes Kirby (ur. 1875, zm. 11 sierpnia 1935) – amerykański lekarz, psychiatra. W 1899 ukończył Long Island Hospital Medical College. Był członkiem American Psychiatric Society, American Neurologic Society, Society for Clinical Psychiatry, przewodniczącym American Psychiatric Society i American Neurological Society. Był jednym z członków założycieli New York Psychoanalytic Society. Członek korespondent Royal College of Psychiatrists od 1928 roku. Wykładał psychiatrię w Cornell Medical College i College of Physicians and Surgeons. W 1917 został dyrektorem New York State Psychiatric Institute.